# Алієв Саїд Алійович
Саїд Алійович Алієв (рос. Саид Алиевич Алиев; нар. 3 грудня 1998, Махачкала, Росія) — російський футболіст, нападник «СКА-Хабаровська».

## Життєпис
Народився в місті Махачкалі (Республіка Дагестан) в сім'ї колишнього футболіста Алі Алієва. За етнічною приналежністю — даргинець.
Вихованець молодіжної академії «Анжи». Футбольну кар'єру розпочав у дублі вище вказаного клубу. На професіональному рівні дебютував 19 липня 2017 року в нічийному (1:1) поєдинку Першого дивізіону проти новоросійського «Чорноморця». Саїд вийшов на поле в стартовому складі, а на 46-й хвилині його замінив Тамирлан Джамалутдінов. У першій половині сезону 2017/18 років провів 3 поєдинки за «Анжи-2», забитими м'ячами не відзначався. Наприкінці лютого 2019 року перебрався в оренду до іншого махачкалинського клубу, «Легіона Динамо». У футболці махачкалинських динамівців дебютував 16 березня 2019 року в переможному (1:0) домашньому поєдинку 18-го туру Другого дивізіону проти «Ангушта». Алієв вийшов на поле в стартовому складі, на 45-й хвилині відзначився голом, а на 65-й хвилині його замінив Темірхан Талібов. У другій половині сезону 2018/19 років зіграв 8 матчів (1 гол) у Другому дивізіоні Росії.
На початку липня 2019 року вільним агентому перебрався до «Променя». У футболці владивостоцького клубу дебютував 7 липня 2019 року у програному (2:5) поєдинку 1-го туру ФНЛ Росії проти «Хімок». Саїд вийшов на поле на 38-й хвилині, замінивши Даура Квеквескірі, а на 74-й та 85-й хвилинах відзначився своїми першими голами за нову команду. У команді провів півроку, за цей час у Другому дивізіоні зіграв 24 матчі та відзначився 8-ма голами.
У середині січня 2020 року вільним агентому перебрався до «Нижнього Новгороду». У футболці «городян» дебютував 9 березня 2020 року в нічийному (0:0) домашньому поєдинку 26-го туру ФНЛ проти калінінградської «Балтики». Алієв вийшов на поле на 85-й хвилині, замінивши В'ячеслава Грульова. Однак у «Нижньому Новгороді» майже не грав, до кінця календарного року виходив на поле 5-ти матчах Першого дивізіону. На початку серпня 2020 року підписав контракт з «Велесом». За столичний колектив дебютував 12 серпня 2020 року в програному (0:1) виїзному поєдинку 3-го туру Першої ліги проти брянського «Динамо». Саїд вийшов на поле на 69-й хвилині, замінивши Михайла Гащенкова. Першим голом за «Велес» відзначився 27 вересня 2020 року на 88-й хвилині переможного (2:0) виїзного поєдинку 12-го туру ФНЛ проти піщанокопської «Чайки». Алієв вийшов на поле на 70-й хвилині, замінивши Артема Максименка. У літньо-осінній частині сезону 2019/20 років зіграв 18 матчів (2 голи) у Першому дивізіоні та 2 поєдинки (2 голи) у кубку Росії.
Наприкінці лютого 2020 року став гравцем «Тамбова». У футболці «городян» дебютував 21 лютого 2021 року в програному (0:3) виїзному поєдинку 1/8 фіналу кубку Росії проти московського «Локомотива». Саїд вийшов на поле в стартовому складі, а на 63-й хвилині його замінив Кирило Климов. Вище вказаний поєдинок так і залишився єдиним для Алієва у футболці «Тамбова», оскільки в Прем'єр-лізі Росії він так і не виходив на поле. У середині березня 2021 року  виїхав до окупованого Криму, де уклав договір з «Кримтеплицею». У футболці молодіжненського клубу зіграв 6 матчів (1 гол) у так званій «Прем'єр-лізі КФС» та 1 поєдинок у так званому «Кубку КФС».
У середині липня 2021 року став гравцем «Чайки». У футболці піщанокопського клубу дебютував 24 липня 2021 року в переможному (3:0) виїзному поєдинку 1-го туру Другого дивізіону проти «Туапсе». Саїд вийшов на поле в стартовому складі, на 12-й та 75-й хвилині відзначився першими голами за нову команду, а на 79-й хвилині його замінив Ілля Востріков. У сезоні 2021/22 років зіграв 29 матчів (14 голів) у Другому дивізіоні, ще 4 поєдинки провів у кубку України.
Наприкінці липня 2022 року підсилив «СКА-Хабаровськ». У футболці «армійців» дебютував 25 липня 2022 року в програному (2:3) виїзному поєдинку 2-го туру Першої ліги Росії проти КАМАЗа. Алієв вийшов на поле на 80-й хвилині, замінивши Василя Алейнікова, а на 84-й хвилині відзначився першим голом за нову команду.